# Jozef Stanko
Jozef Stanko (1933 – ?) byl slovenský fotbalový brankář.

## Hráčská kariéra
V československé lize chytal za Dynamo ČSD Košice (dobový název Lokomotívy) a Jiskru Koloru Liberec.

### Prvoligová bilance
| Ročník             | Zápasy | Góly | Minuty | Nuly | Klub                      |
| ------------------ | ------ | ---- | ------ | ---- | ------------------------- |
| I. liga 1952       | –      | 0    | –      | 0    | ZSJ Dynamo ČSD Košice     |
| I. liga 1955       | 5      | 0    | 450    | 0    | DSO Jiskra Kolora Liberec |
| CELKEM I. ČS. LIGA | –      | 0    | –      | 0    |                           |